# Palpares percheronii
Palpares percheronii är en insektsart som först beskrevs av Guérin-Méneville 1831.  Palpares percheronii ingår i släktet Palpares och familjen myrlejonsländor. Inga underarter finns listade i Catalogue of Life.